# En kofta åt Pluto
En kofta åt Pluto (engelska: Pluto's Sweater) är en amerikansk animerad kortfilm med Pluto från 1949.

## Handling
Mimmi Pigg har stickat en rosa tröja till Pluto, som han mot sin vilja måste bära. Inte nog med att han blir retad av grannhundarna och katten Figaro; han försöker med alla möjliga knep för att göra sig av med den och till slut krymper så pass mycket att den passar Figaro perfekt.

## Om filmen
Filmen hade svensk premiär den 18 februari 1952 och visades på biografen Spegeln i Stockholm.
Filmen hade svensk nypremiär den 5 september 1954 och ingick i ett kortfilmsprogram tillsammans med kortfilmerna Kalle Ankas falska lejon, Pluto som plattcharmör, Jan Långben tar ridlektion, Jättens överman, Kalle Anka får bisyssla, Kaninen med choklad i och Kalle Anka i paradiset.
Filmen har haft flera svenska titlar genom åren. Vid biopremiären 1952 gick den under titeln En kofta åt Pluto. Alternativa titlar till filmen är En tröja åt Pluto och Plutos nya tröja.
Filmen har givits ut på VHS och DVD med titeln Plutos tröja och finns dubbad till svenska.

## Rollista
| Roll       | Originalröst  | Svensk röst   |
| Mimmi Pigg | Ruth Clifford | Åsa Bjerkerot |
| Figaro     | Clarence Nash | ingen röst    |
| Pluto      | Pinto Colvig  | ingen röst    |